# Анибраева, Мария Васильевна
Мария Васильевна Анибраева (31 мая 1933, г. Витебск — 29 февраля 2024) — Герой Социалистического Труда (1977). Заслуженный работник легкой промышленности БССР (1979).
Член КПСС с 1973 года. С 1950 года — швея-мотористка Витебской швейной фабрики «Знамя индустриализации». Звание Героя присвоено за успехи в выполнении плана 1976 года и повышение эффективности производства и качества работы. Депутат, член Президиума Верховного Совета БССР с 1980 года.